# Elecciones generales de Bolivia de 2005
Las elecciones generales de Bolivia de 2005 se llevó a cabo el domingo 18 de diciembre. Evo Morales, del partido Movimiento al Socialismo (MAS), fue elegido presidente de Bolivia con el 54% de los votos, la primera vez que un candidato recibía la mayoría absoluta desde las fallidas elecciones de 1978. Morales prestó juramento el 22 de enero de 2006 por un período de cinco años. El MAS también ganó la mayoría de los escaños en la Cámara de Diputados y emergió como el partido más grande en el Senado. 
Tres millones 700 mil bolivianos inscritos en el registro electoral fueron llamados acudir a las urnas el domingo 18 de diciembre para elegir un nuevo gobierno y, según las encuestas de opinión previas, ninguno de los aspirantes obtendría mayoría absoluta (50% más uno) necesaria para su elección directa por lo tanto dicha designación quedaría en manos del recién elegido Congreso, según las reglas electorales bolivianas. Pero los resultados finales dan una mayoría absoluta de más del 54% de votos a Evo Morales en vez de las dadas en las encuestas previas (el 37%).
Solamente 8 fuerzas políticas presentaron candidatura en las elecciones de 2005. Resultando ganador el Movimiento al Socialismo (MAS) con el 53,72% de los votos válidos. De este modo Evo Morales y Álvaro García Linera asumieron la presidencia y vicepresidencia sin la necesidad de realizar acuerdos con ninguna de las otras fuerzas políticas. Por primera vez desde los años 60, un candidato logró la mayoría absoluta cerrando la etapa de la democracia pactada.

## Elecciones regionales
La elección 2005 también pasará a la historia por haber marcado el inicio de la Elección de Prefectos Departamentales, mediante el voto directo (antes era designado por el presidente de la República). Muchos analistas políticos aseguran que el nuevo Congreso responderá más a sus regiones que a los partidos; y en ese escenario, la tarea de los Prefectos será de significativa importancia.

## Antecedentes
Bolivia es uno de los países sin salida al mar en Sudamérica y tiene uno de los índices más altos de pobreza en el hemisferio occidental con la vida del casi 61% de la población por debajo de la línea de la pobreza y 14.4% que viven con menos de un dólar al día. La población total es cerca de 9.1 millones con 3.7 millones de ciudadanos registrados para votar. Cerca de 30% del electorado son de etnia quechua y el 25% son Aimara.
El sufragio es obligatorio para todos los bolivianos mayores de 18. Los bolivianos residenciados en el exterior no podían participar. La distribución étnica de Bolivia se estima ser el 33% quechua, 30% Aimara (Amerindios), del 25% mestizo y el 12% europeos. Las estimaciones varían considerablemente según quien las realice, pero siempre se considera que la población indígena es por lo menos la mitad de la población. A principio del siglo XXI ha habido una importante inestabilidad política, donde hubo cinco presidentes en cuatro años.
Mucha de la inestabilidad reciente data de las reformas económicas conocidas "terapia de choque" puesto en ejecución por el presidente Gonzalo Sánchez de Lozada por el que muchas utilidades antes públicas se privatizaron. Estas reformas conducirían en última instancia a lo que se refiere como "guerra del gas" en octubre de 2003 donde los manifestantes, muchos de ellos campesinos y mineros indígenas, forzó la dimisión de Sánchez de Lozada. Carlos Mesa Gisbert serviría temporalmente como presidente interino.
En su corta administración Mesa impulsaría un referéndum para decidir o la nacionalización de los hidrocarburos de la industria, en el cual Mesa aseguró haber ganado. Los críticos sin embargo dijeron que las preguntas eran vagas y ambiguas con respecto a la nacionalización absoluta de la industria de los hidrocarburos. Por lo tanto se produjo una segunda crisis social y política desencadenando la "segunda guerra del gas" que estalló en mayo de 2005 después de que el congreso dijera que aumentaría impuestos sobre las compañías extranjeras a partir del 18% hasta el 32%. Los manifestantes comandados por Evo Morales y Felipe Quispe consideraron que la ley era insuficientemente beneficiosa para el país, iniciando acciones de bloqueos de carreteras aislando a la ciudad de La Paz.
En junio de 2005 las protestas condujeron en última instancia a la dimisión del Mesa. El presidente del Tribunal Supremo Eduardo Rodríguez Veltzé ocuparía el cargo vacante de presidente de la república después de que los presidentes del senado y de la cámara de diputados declinaron el cargo según previsto en la constitución posición, dejando vía libre a Rodríguez, visto como una figura apolítica, los manifestantes le dieron la bienvenida, finalmente Rodríguez convocó elecciones presidenciales, por lo tanto en vez de haber elecciones en 2007 se adelantaron a diciembre de 2005.

## Sistema electoral
En las elecciones de 2005 también se eligieron a los prefectos departamentales, cuya designación era anteriormente prerrogativa presidencial. La elección se realizó reconociendo de hecho una descentralización política aunque no se modificaron las atribuciones ni las competencias de los prefectos, que formalmente permanecían subordinados al presidente de la república. Las condiciones para ser electo cambiaron en función de las modificaciones de la Constitución. El partido político ya no era el único medio para participar en las elecciones, se amplió la posibilidad para que las agrupaciones ciudadanas y/o pueblos indígenas postularan a sus candidatos.

### Circunscripciones electorales
De acuerdo con el Decreto Supremo N.º 28429, de 1 de noviembre de 2005, se modificó el número de circunscripciones uninominales y la asignación de diputaciones a los departamentos, quedando la distribución de la siguiente manera: La Paz 29, Santa Cruz 25, Cochabamba 19, Potosí 14, Chuquisaca 11, Oruro 9, Tarija 9, Beni 9, Pando 5. Según esta nueva distribución de escaños, los departamentos que perdieron Diputados fueron: La Paz (1 diputado uninominal y 1 plurinominal), Potosí (1 diputado plurinominal) y Oruro (1 plurinominal). En cambio, ganaron Santa Cruz (2 uninominales y 1 plurinominal) y Cochabamba (1 uninominal).
Como se hicieron simultáneamente las elecciones de prefecto, los ciudadanos debían emitir tres votos en dos papeletas (en una papeleta, un voto para presidente, vicepresidente, senadores y diputados departamentales, en la franja superior y, en la franja inferior, un voto para diputados en circunscripciones uninominales; en la otra papeleta, un voto para elegir al prefecto departamental).
| Departamento | Senadores | Diputados  | Diputados    |
| Departamento | Senadores | Uninominal | Plurinominal |
| ------------ | --------- | ---------- | ------------ |
| Chuquisaca   | 3         | 6          | 5            |
| La Paz       | 3         | 15         | 14           |
| Cochabamba   | 3         | 9          | 10           |
| Oruro        | 3         | 5          | 4            |
| Potosí       | 3         | 8          | 6            |
| Tarija       | 3         | 5          | 4            |
| Santa Cruz   | 3         | 12         | 13           |
| Beni         | 3         | 5          | 4            |
| Pando        | 3         | 3          | 2            |
| Total        | 27        | 68         | 62           |
| Total        | 27        | 130        |              |

## Resultados

### Presidente y Senado
|                         |                         |                                                           |                                             |           |        |           |
| Candidato               | Candidato               | Compañero de formula                                      | Partido                                     | Votos     | %      | Senadores |
|                         | Evo Morales             | Álvaro García Linera                                      | Movimiento al Socialismo                    | 1 544 374 | 53,74  | 12        |
|                         | Jorge Quiroga           | María Duchen                                              | Poder Democrático Social                    | 821 745   | 28,59  | 13        |
|                         | Samuel Doria Medina     | Carlos Dabdoub                                            | Unidad Nacional                             | 224 090   | 7,79   | 1         |
|                         | Michiaki Nagatani       | Guillermo Bedregal                                        | Movimiento Nacionalista Revolucionario      | 185 859   | 6,46   | 1         |
|                         | Felipe Quispe           | Camila Choqueticlla                                       | Movimiento Indígena Pachakuti               | 61 948    | 2,15   |           |
|                         | Gildo Angulo            | Gonzalo Quiroga                                           | Nueva Fuerza Republicana                    | 19 667    | 0,68   |           |
|                         | Eliseo Rodríguez        | Rodolfo Flores                                            | Frente Patriótico Agropecuario de Bolivia   | 8737      | 0,30   |           |
|                         | Néstor García           | Julio Antonio Uzquiano (en reemplazo de Teodomiro Rengel) | Unión Social de los Trabajadores de Bolivia | 7381      | 0,25   |           |
| Votos válidos           | Votos válidos           | Votos válidos                                             | Votos válidos                               | 2 873 801 | 78,28  |           |
| Votos en blanco         | Votos en blanco         | Votos en blanco                                           | Votos en blanco                             | 124 046   | 3,99   |           |
| Votos nulos             | Votos nulos             | Votos nulos                                               | Votos nulos                                 | 104 570   | 3,37   |           |
| Total de votos emitidos | Total de votos emitidos | Total de votos emitidos                                   | Total de votos emitidos                     | 3 102 417 | 84,50  | 27        |
| Inscritos               | Inscritos               | Inscritos                                                 | Inscritos                                   | 3 671 152 | 100,00 |           |
| Abstención              | Abstención              | Abstención                                                | Abstención                                  | 568 735   | 15,50  |           |
| Fuente: IFES, IFES.     |                         |                                                           |                                             |           |        |           |

### Resultados por departamento[7]
| Departamento o País | Morales-García MAS-IPSP | Morales-García MAS-IPSP | Quiroga-Duchen PODEMOS | Quiroga-Duchen PODEMOS | Doria-Dabdoub UN | Doria-Dabdoub UN | Nagatani-Bedregal MNR | Nagatani-Bedregal MNR | Quispe-Choqueticlla MIP | Quispe-Choqueticlla MIP | Angulo-Quiroga NFR | Angulo-Quiroga NFR | Rodríguez-Flores FREPAB | Rodríguez-Flores FREPAB | García-Uzquiano USTB | García-Uzquiano USTB | Total de votos | Total de votos | Total de votos | Total de votos | Total de votos |
| Departamento o País | Votos                   | %                       | Votos                  | %                      | Votos            | %                | Votos                 | %                     | Votos                   | %                       | Votos              | %                  | Votos                   | %                       | Votos                | %                    | Válidos        | Blancos        | Nulos          | Emitidos       | Inscritos      |
| ------------------- | ----------------------- | ----------------------- | ---------------------- | ---------------------- | ---------------- | ---------------- | --------------------- | --------------------- | ----------------------- | ----------------------- | ------------------ | ------------------ | ----------------------- | ----------------------- | -------------------- | -------------------- | -------------- | -------------- | -------------- | -------------- | -------------- |
| Chuquisaca          | 84.343                  | 54,17                   | 48.153                 | 30,93                  | 12.316           | 7,91             | 6.705                 | 4,30                  | 1.562                   | 1,00                    | 1.473              | 0,94               | 488                     | 0,31                    | 660                  | 0,42                 | 155.700        | 13.291         | 8.319          | 177.310        | 214.409        |
| La Paz              | 640,880                 | 66,63                   | 174.122                | 18,10                  | 65.392           | 6,80             | 24.482                | 2,54                  | 44.294                  | 4,60                    | 6.385              | 0,66               | 3.818                   | 0,40                    | 2.479                | 0,27                 | 961.852        | 31.731         | 32.010         | 1.025.593      | 1.183.222      |
| Cochabamba          | 335.439                 | 64,84                   | 129.566                | 25,05                  | 28.689           | 5,54             | 12.773                | 2,47                  | 4.145                   | 0,80                    | 4.280              | 0,83               | 1.390                   | 0,27                    | 1.035                | 0,20                 | 517.317        | 17.781         | 22.873         | 557.971        | 648.643        |
| Oruro               | 99.648                  | 62,58                   | 39.747                 | 24,96                  | 8.633            | 5,42             | 6.229                 | 3,91                  | 3.102                   | 1,94                    | 913                | 0,57               | 413                     | 0,26                    | 546                  | 0,34                 | 159.231        | 7.190          | 6.085          | 172.506        | 194.394        |
| Potosí              | 112.068                 | 57,80                   | 49.808                 | 25,69                  | 9.875            | 5,09             | 11.021                | 5,68                  | 5.852                   | 3,01                    | 2.629              | 1,36               | 1.424                   | 0,73                    | 1.202                | 0,62                 | 193.879        | 20.288         | 12.928         | 227.095        | 281.590        |
| Tarija              | 43.019                  | 31,55                   | 61.737                 | 45,28                  | 9.793            | 7,18             | 19.117                | 14.02                 | 1.243                   | 0,91                    | 764                | 0,56               | 296                     | 0,22                    | 373                  | 0,27                 | 136.342        | 8.459          | 4.870          | 149.671        | 177.976        |
| Santa Cruz          | 207.785                 | 33,17                   | 261.845                | 41,80                  | 78.233           | 12,49            | 72.561                | 11,58                 | 1.503                   | 0,24                    | 2.776              | 0,44               | 757                     | 0,12                    | 938                  | 0,15                 | 626.398        | 19.422         | 15.419         | 661.239        | 810.951        |
| Beni                | 16.937                  | 16,50                   | 47.547                 | 46,31                  | 6.419            | 6,25             | 30.929                | 30,12                 | 215                     | 0,20                    | 394                | 0,38               | 112                     | 0,11                    | 126                  | 0,12                 | 102.679        | 5.190          | 1.771          | 109.640        | 134.721        |
| Pando               | 4.255                   | 20,90                   | 9.220                  | 45,19                  | 4.740            | 23,23            | 2.042                 | 10,00                 | 32                      | 0,16                    | 53                 | 0,26               | 39                      | 0,19                    | 22                   | 0,11                 | 20.403         | 694            | 295            | 21.392         | 25.607         |

### Cámara de Diputados
|  | 53.74 % |

|  | 43.52 % |

|  | 28.59 % |

|  | 28.10 % |

|  | 7.79 % |

|  | 11.70 % |

|  | 6.46 % |

|  | 8.06 % |

|  | 2.15 % |

|  | 3.30 % |

|  | 0.68 % |

|  | 2.41 % |

|  | 0.55 % |

|  | 2.91 % |

|  | 93.24 % |

|  | 71.91 % |

|  | 3.39 % |

|  | 25.18 % |

|  | 3.37 % |

|  | 2.91 % |

|  | 100.00 % |

|  | 100.00 % |

|  | 84.50 % |

|  | 84.27 % |